# 村木風海
村木 風海（むらき かずみ、2000年〈平成12年〉8月18日 - ）は、日本のタレント、起業家、発明家。化学者を自称する。タレントとしての所属はホリプロ。
高校2年の時に総務省推進・角川アスキー総合研究所が実務機関である異能vationプログラムに採択され、地球温暖化の原因の1つである二酸化炭素(CO2)を回収する技術の研究開発の支援を受けた。2019年、東京大学に推薦入学、2023年3月に中途退学。2021年には国の研究推進事業の広報役を担う内閣府ムーンショットアンバサダー、2023年には文部科学省の「核融合の挑戦的な研究の支援の在り方に関する検討会」委員に就任。メディアの露出も多い。
2020年に炭素回収技術研究機構（代表理事・機構長）を設立し、CO2を回収すると謳う「ひやっしー」のサブスクリプションサービスを始めたが、装置のCO2回収効果に対して専門家から問題を指摘する声やグリーンウォッシュであるとの批判が上がっている。

## 略歴
神奈川県相模原市生まれ、山梨県甲斐市育ち。2013年、山梨学院大学附属小学校卒業。2016年、北杜市立甲陵中学校卒業。2019年、北杜市立甲陵高等学校卒業。同年4月、東京大学理科一類（工学部領域5）に推薦入学、理科一類から工学部化学生命工学科に進学し、2022年時点で野崎研究室に所属していたが、2023年3月に「温暖化を止める研究に専念するため」として中途退学（本人は「満期退学」を自称）。同年4月、東京医学技術専門学校臨床検査技師科II部入学。2024年1月、大学改革支援・学位授与機構による学位授与で学士（工学）取得（本人は「卒業」を自称）。
2020年4月、一般社団法人炭素回収技術研究機構設立、代表理事に就任。クマ財団クリエイター支援奨学金制度4期生。2021年1月、ポーラ化成工業株式会社フロンティアリサーチセンター特別研究員。同年3月、株式会社Happy Quality科学技術顧問。同年9月、内閣府ムーンショットアンバサダー。同年12月、トーセイ・アセット・アドバイザーズ株式会社科学技術顧問。2022年3月、山梨県未来やまなし創造会議会員。2023年6月、文部科学省「核融合の挑戦的な研究の支援の在り方に関する検討会」委員。日刊スポーツ講師派遣ナビ登録講師。聖マウリツィオ・ラザロ騎士団騎士位受勲。2月、NIPPON INNOVATION AWARDノミネート。5月、炭素回収技術研究機構株式会社を設立し、これまでの一般社団法人の事業の大部分を株式会社側に移行した。
2021年4月にはホリプロとマネジメント提携を結んだ。所属は「スポーツ文化部」（文化人枠）。

## 事業活動
もともとは文系で数学は苦手科目だった。小学4年生の時に、祖父からスティーブン・ホーキングの冒険小説『宇宙への秘密の鍵』をプレゼントされたのがきっかけで、火星移住を決意する。小学校4年生ごろから火星に住むための研究をスタートさせ、ネットで独学で研究し、中2の時から地球温暖化を止めるための発明を始めた。この研究が、2017年に総務省の異能vation（いのうべーしょん）に採択され、支援金300万円を使ってCO2回収装置「ひやっしー」21台を祖父と手作りした。ZOZOの前澤友作社長からも100万円の「お年玉」を贈られ、研究費に充てた。また同年、広島大学での実験で金属製容器に水とCO2、アルミホイルを加えて振盪することでメタンを生成する反応を発見したとしている。そのほか、北杜市への外国人観光客集客を目的とした観光ガイドARアプリの開発を目指した。
2020年3月に東京大学内に研究室の開設が決まったが、その後1か月足らずで解体、研究としては独立した。同年4月、一般社団法人炭素回収技術研究機構を設立。本法人は現在まで村木の独任制で運営されており、主な事業はCO2直接空気回収 (DAC)とCO2からの燃料・化成品合成であり、家庭用サイズの超小型DAC装置である「ひやっしー」の開発や、回収したCO2からガソリンの代わりとなる燃料合成を目指す「そらりん計画（「空」からガソ「リン」を作る）」、気球を使った成層圏探査機「もくもく計画」などを進めている。ひやっしーは、オフィスや家庭・個人用にサブスクリプション（年額50万円以上の定額制）プランで提供され、既に病院や薬局、市役所、私立学校や学習塾、オフィス、個人宅などに納入したとしている。村木はひやっしーについて、「温暖化対策の必要性を感じることができる」「企業の受付などに置いて、温暖化対策に積極的に取り込んでいることをアピールできる」「小型版を使うことで人々の意識を変革し、『大きい装置を作って一気にCO2を回収しよう』と心をひとつにする、きっかけのような装置」と話している。
「日本で最初の気象工学研究者」を自称し、夢は「地球温暖化を止めて地球上の80億人全員を救い、火星移住も実現して人類で初の火星人になる」「火星に行く夢を実現するまでは、地球を滅亡から守ることに全力を注ぎ、『地球温暖化を止めた男』として世界中の教科書に載る」ことと公言している。村木は、2030年には炭素回収技術研究機構を、「アメリカ航空宇宙局（NASA）や    宇宙航空研究開発機構（JAXA）を超える研究所にしたい」と話している。

## 人物
- 小さい頃から白衣を着て活動している[55][28]。夢を未来の歴史と言い換え、そこに自分を引き寄せていくために、コスプレをして、形から入ることを勧めている[15]。
- 高校では演劇部に所属。元々上がり症であったが演劇部での経験により、人前に出るときには「役者モード」に切り替えられるようになり、これが化学者として生きる上で役立ったと述べている[90]。
- 講演では専門用語を使用しないスタイルをとり「科学界の池上彰」を目指している[30]。
- 高校生時代から現在まで、月に一度苫米地式のパーソナルコーチングを受けているほか[91]、苫米地英人や、同氏が代表取締役を務めるIT企業・コグニティブリサーチラボからの支援を受けている[57][注 12]。
- 高校2年の頃に採択された総務省の異能vationプログラム[注 13]では、スーパーバイザーである高須克弥に見出された[98][9][99][100]。
- 前述のとおり村木は大学を中退する理由を「温暖化を止める研究に専念するため」としているが、2023年3月のインタビューにおいては「月曜＆木曜で研究して、火曜＆水曜はパイロットの訓練を受け、金曜はメディア対応や講演会を行って、日曜は海で研究船の操縦教官をしています。土曜は休日」と、研究活動を行っているのは週2日のみである旨を話している[101]。宇宙開拓に向けて人間の寿命を伸ばす研究をしており、2023年4月から臨床検査技師の資格を取るために夜間の専門学校に入学したが[101][102]、2025年現在は休学している[103]。
- 人間が想像できることは人間が必ず実現できると信じており、2045年までに自ら火星に降り立っていることを決定事項として研究を行う[104][注 14]。またイーロン・マスクに先んじて人類で初めて火星に降り立ちたいとし、CRRAのCO2からロケット燃料を生成する技術がなければ彼も火星から地球へ帰還できないため、必然的に村木と同行することになるだろうと述べた[73][注 15]。さらに火星においては建国し[注 16]、その初代大統領になることを目指している[108]。
- 炭素回収技術研究機構の運営において合議制をとらないことについて、上場を目指す株主ありきの株式会社ではここまで自由にやりたい放題できなかっただろうと述べ、「無難な民主主義国家よりも、ユニークな王様が治める（絶対君主制）王国のほうが栄えることだってあります」とした[73]。

## 専門家からの指摘
「ひやっしー」は、水酸化ナトリウムの溶けたアルカリ性の水溶液にCO2を溶かして吸収させる装置であり、CO2を吸収して地球温暖化を防ぐと紹介されている。村木は著書でCO2吸収に関する最新の論文を読み、どのような工夫をしているか研究したとしているが、「ひやっしー」において使用される吸収剤やアプローチは、いずれも現在研究が進んでいるものと比較して約2世代程度前のもので、水酸化ナトリウムや電気、装置の製造廃棄時・輸送過程に発生するCO2の方が多く、吸収したCO2を回収する仕組みも備えていない。そのため、専門家から「逆にCO2の発生量を追加で増やすだけ」「環境問題にまったく寄与しない」と批判の声が上がっている。
- 化学が専門の山下誠名古屋大学教授は「アルカリ水溶液にCO2を吸わせているだけ。アルカリ水溶液を作るのに出るCO2より少ないCO2しか吸収できない」と指摘する[7]。これに対し村木は、製造からリサイクルまでを含めたCO2収支について「部品点数が多いのでまだ計算が終わっていない」と説明し、回収したCO2を含んだ使用済みのカートリッジは「ラボで保管している」とのみ説明している[7][注 20]。また、電気については、太陽光パネルを付けることを推奨しているが、CO2収支は計算を終えていないため効果の検証を出来ていない[7][注 21]。
- 物理学者の菊池誠大阪大学教授は、「『こんな発明をしました』と提案をする分にはいいが、商売にするにはまだ早い段階だと思う」「村木氏が政府に重用されるのが問題」と指摘する[7][115][116]。村木は「ボタン一つ押せばCO2を減らせる存在があるんだって知ってもらいたい」と主張しているが、本人が「部品点数が多いのでまだ計算が終わっていない」ことを明かしており、CO2を減らせるという主張の真偽は明らかになっていない[7]。

また、ひやっしーで回収したCO2から燃料を作る「そらりん」については、「回収したCO2を藻類『スピルリナ』を使った光合成やアルコール発酵を経てガソリンにする」「二酸化炭素に銅-グラフェン触媒と、CRRAの自社固有技術の大気圧プラズマによる表面処理などを組み合わせ、1.5ボルト程度の弱い電圧をかける電解法でメタンやエタノール等の燃料合成を行う」等と説明しているが、2024年現時点においてはエタノール産生が可能な触媒探索の基礎研究段階にある。
- これについて、「どうやって生成されるエネルギーより少ない消費エネルギーでガソリンに変えるのかが分からない」とエネルギー分野の専門家から指摘されている[127]。空気中からCO2を直接回収する技術「CO2直接空気回収（DAC）」は、1999年から国内外で研究開発が進められ[54][83]、回収までに費やすエネルギーや発生するCO2との収支、経済性などが課題となっている[7][127]。回収したCO2から合成燃料を作るプロジェクトについても、日本を含め、世界中の大学や企業で開発が大々的に進められており、一部ではすでに実証段階に進んでいる[127][128]。しかし、2023年12月時点でCO2除去技術は温室効果ガス排出を少しでも打ち消すような規模で稼働するレベルには達しておらず、この技術に頼らずCO2排出量を大幅に削減する必要性が指摘されている[129][130]。

- サイエンスライターの佐藤健太郎は、この燃料合成技術が確立したとしても、生成される「そらりん」を構成する炭素のうち「ひやっしー」で空気中から回収したCO2由来の部分は全体の約1割であり、残りの9割は同時に使用する原料の廃油由来であることを指摘し、これを「回収したCO2から作った人工燃料」と呼ぶべきかどうかについても疑問を呈している[131][注 23][注 24]。

## 著書
- 『火星に住むつもりです 二酸化炭素が地球を救う』（光文社、2021年、ISBN 978-4-334-95267-9）
- 『未来を変えるには 東大起業家講座に学ぶ新しい働き方』（講談社、2023年、ISBN 978-4-06-531429-6）※分担執筆
- 『ぼくは地球を守りたい 二酸化炭素の研究所、始めました』（岩崎書店、2023年、ISBN 978-4265840410）

## 出演
- 『SPACE KIDS STATION「ひらけ宇宙の扉」-ぼくらは宇宙取材班- 』 （キッズステーション、2024年）[137][注 25]
- 『ザ・バックヤード 知の迷宮の裏側探訪』神奈川県立生命の星・地球博物館回（NHK教育テレビジョン、2024年7月17日）[141]

## 村木風海を題材とした作品
- 『ただ、青い夕日が見たくて』 - 2024年1月初演のミュージカル。劇団WAO!が上演し、ホリプロが制作協力[142][143]。